# Franz Paul Grua
Francesco da Paola Grua (Mannheim, 1º febbraio 1753 – Monaco di Baviera, 5 luglio 1833) è stato un compositore e violinista tedesco, di origini italiane.

## Biografia
Franz Paul Grua era il figlio del compositore Carlo Grua. Studiò composizione a Mannheim con Ignaz Holzbauer e viola con Ignaz Fränzl. Dal 1778 fu attivo a Monaco di Baviera. Nel 1778 divenne Hofkapellmeister presso la corte Wittelsbach.
Nel 1780 fu data la prima della sua opera Telemaco (libretto di Serimann) a Monaco nel teatro Teatro Cuvilliés.